# 鳳山紅毛港保安堂

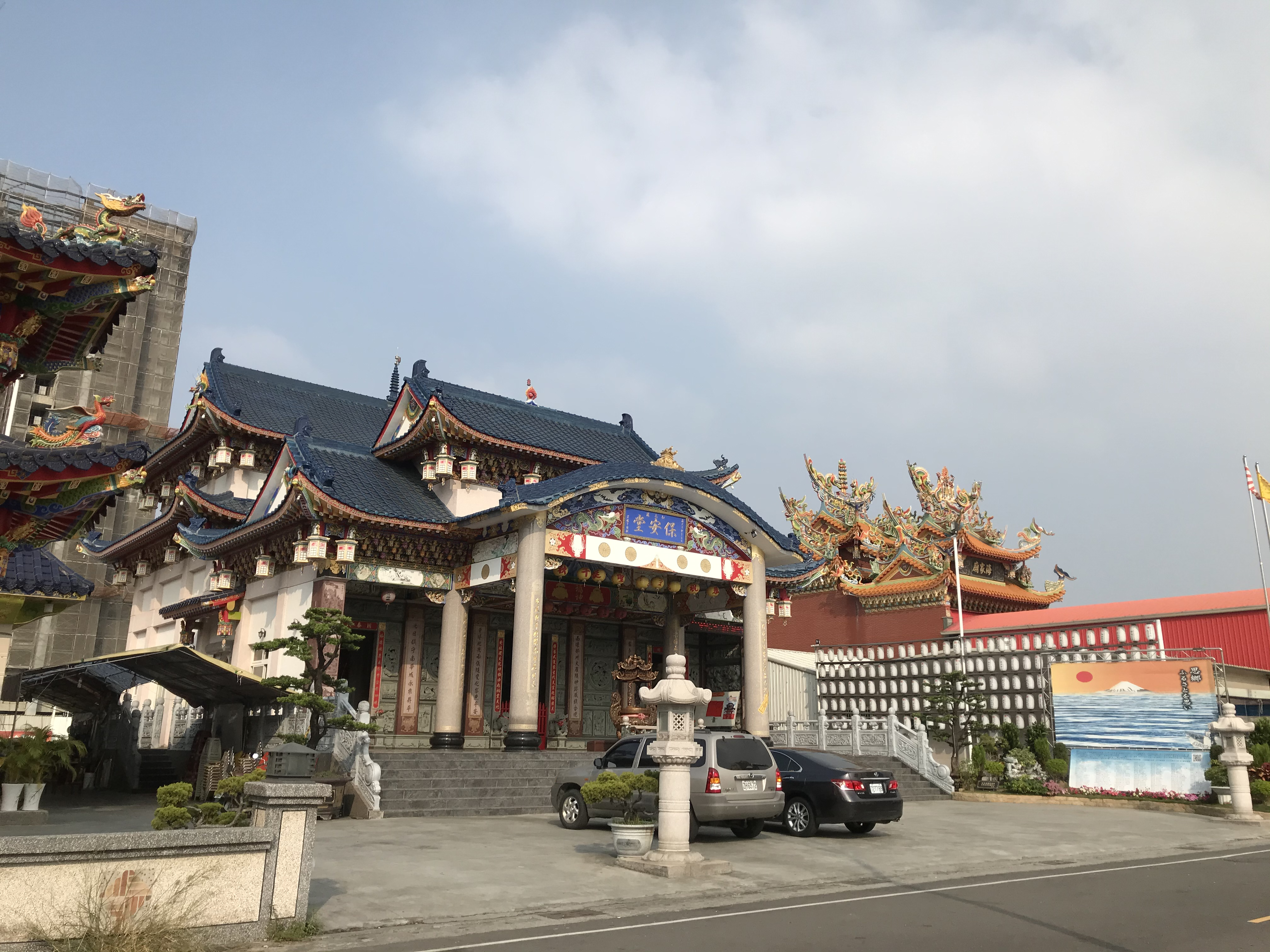
紅毛港保安堂外観。右奥の提灯には第三十八号哨戒艇の乗組員らの名前が記されている。

鳳山紅毛港保安堂（ほうざんこうもうこうほあんどう）は中華民国（台湾）高雄市鳳山区紅毛港にある廟である。旧日本海軍の第三十八号哨戒艇（旧称、樅型駆逐艦「蓬」）が祀られていることが特筆される。

## 由来

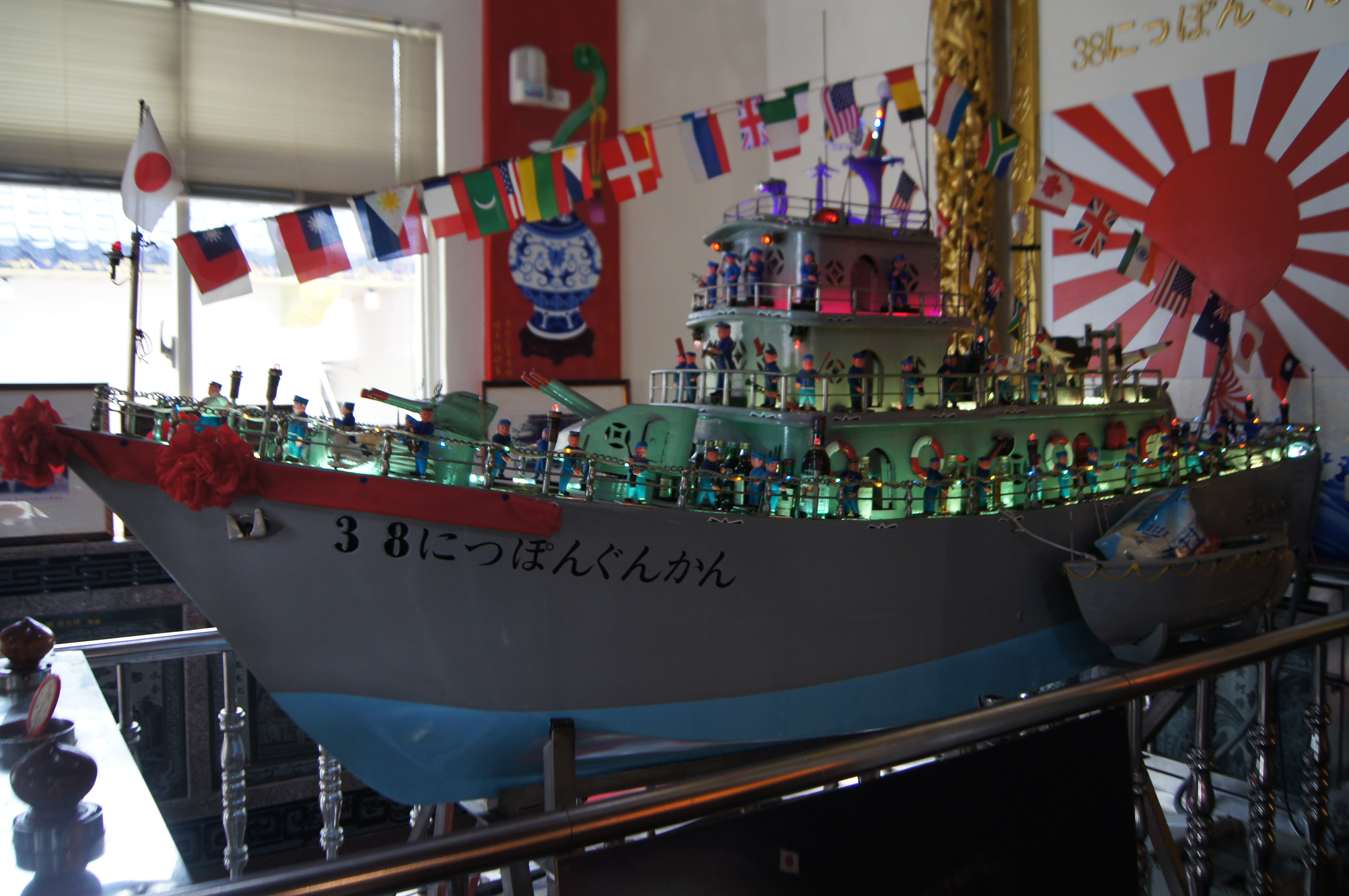
神艦「38にっぽんぐんかん」

第三十八号哨戒艇を祀るようになり崇拝の対象が現在の形態となった経緯については、文献や語り手によって内容は異なるが、整合を取るとおおよそ以下のようなものである。
第二次世界大戦が終結した翌年の1946年、出漁していた紅毛港の漁民の漁網に、一体の頭蓋骨が掛かった。漁民は頭蓋骨を草葺の小屋だった祠の神棚に安置して「海府尊神」として祀った。以降大漁が続いたため、霊験あらたかな神であるとして信仰されるようになり、1953年に保安堂を建立した。
1968年、蘇某という老人が漁に出た船上で休憩していると海府尊神が現れて祠を建て替えて欲しいと語り、砂浜の「亀の穴なる場所」を指定した。老人が実際にその場所に行くと果たして亀の卵が出てきたため、御神託であるとして拡張工事が始まった。
1990年、タンキーが「私は日本第三十八号軍艦の艦長であり、太平洋戦争中に死亡した。日本の護国神社に帰りたい」「部下を郷里に帰すことができず悔やんでいる」と話せないはずの日本語で流暢に語った。そこで信者たちが半信半疑ながらも指示に従って沖縄県護国神社を訪ねたところ、「日本海軍記念碑」に"日本第三十八号軍艦撃沈"の碑文を見出した。旧日本海軍の軍人であったことを確信した信者らは鎮守を「海府大元帥」と呼ぶようになり、"日本第三十八号軍艦"とは1945年に米潜水艦アトゥルの雷撃によりバシー海峡に沈んだ第三十八号哨戒艇のことであり、海府大元帥は艇長であった高田又男大尉（熊本県出身）であると解釈された。
信者らは、海府大元帥とその部下たちが魂だけでも日本へ帰れるようにと、翌1991年に造船職人の黃世秀に依頼して「日本の軍艦」の模型を作り、海府大元帥の御座船「38にっぽんぐんかん」として奉納した。
保安堂では、農暦三、六、九、十三、十六、十九、二十三、二十六、二十九日の早朝6時と夜17時には君が代と軍艦マーチを流し、また第三十八号哨戒艇が撃沈された11月23日には慶典が開かれ、海府大元帥と「38にっぽんぐんかん」の英霊に奉祀している。信者たちが神像を携えて日本詣でを行い、靖国神社や明治神宮を参拝することもある。
「日本の軍艦」を祀る廟という特殊性から日本からの訪問者も頻繁にあり、その対応に当たる若手のボランティアグループが組織されるなど、保安堂は日台交流の場ともなっている。

## 沿革
もともとは小港区の信心深い漁師町に建立された名もなき祠の一つであり、日本統治時代の1923年に海中から拾った大腿骨を「郭府千歳」として祀ったのが始まりであるという。
1930年代には、陳某なる身寄りのないままに他界した老人を「宗府元帥」として祀っている。
上述の経緯により、1946年から「海府尊神」が祀られる。以降、この3柱が廟の主な神となる（1974年ごろより、土地神の一種である福徳正神と土地神の乗り物である虎爺将軍、また地蔵王菩薩も祀られている）。
台湾政府による「南星計画」により集落と廟は小港区から鳳山区に移転することとなり、神艦などは一旦仮堂に遷座したが、管理委員会が2008年から3500万台湾元（約1億2200万円）を投じて新堂を建設。このうち100万元（約350万円）は日本人有志の寄付であったという。2013年12月29日には、高雄市長も参列して、仮堂から神像や神艦を遷座する落慶祭が行われた。
2022年9月、安倍晋三元首相の銅像が設置された。
2023年8月、高田又男の子息である、高田鳴海が招待され、「神様の息子」として報道された。また高田鳴海訪問を機に、残り144柱の英霊のご遺族を探すプロジェクトが開始された。
2025年秋竣工に向け、鳳山紅毛港保安堂の正面に、日本庭園などを備えた「安倍晋三記念公園」が造営されることになった。
2025年4月29日、故安倍晋三元首相の功績をたたえる「安倍晋三記念公園」の看板除幕式が行われた。

## 建物
建物はすべて神命に従って建設されたとされ、屋根の青は日本海軍を意味し、菊・桜・富士山・えびす・金閣など、日本を思い起こさせる意匠が随所に見られる。台湾で一般的な廟と比べると控えめな装飾であり、日本式の家屋や寺社仏閣の様式を取り入れていることが窺える。

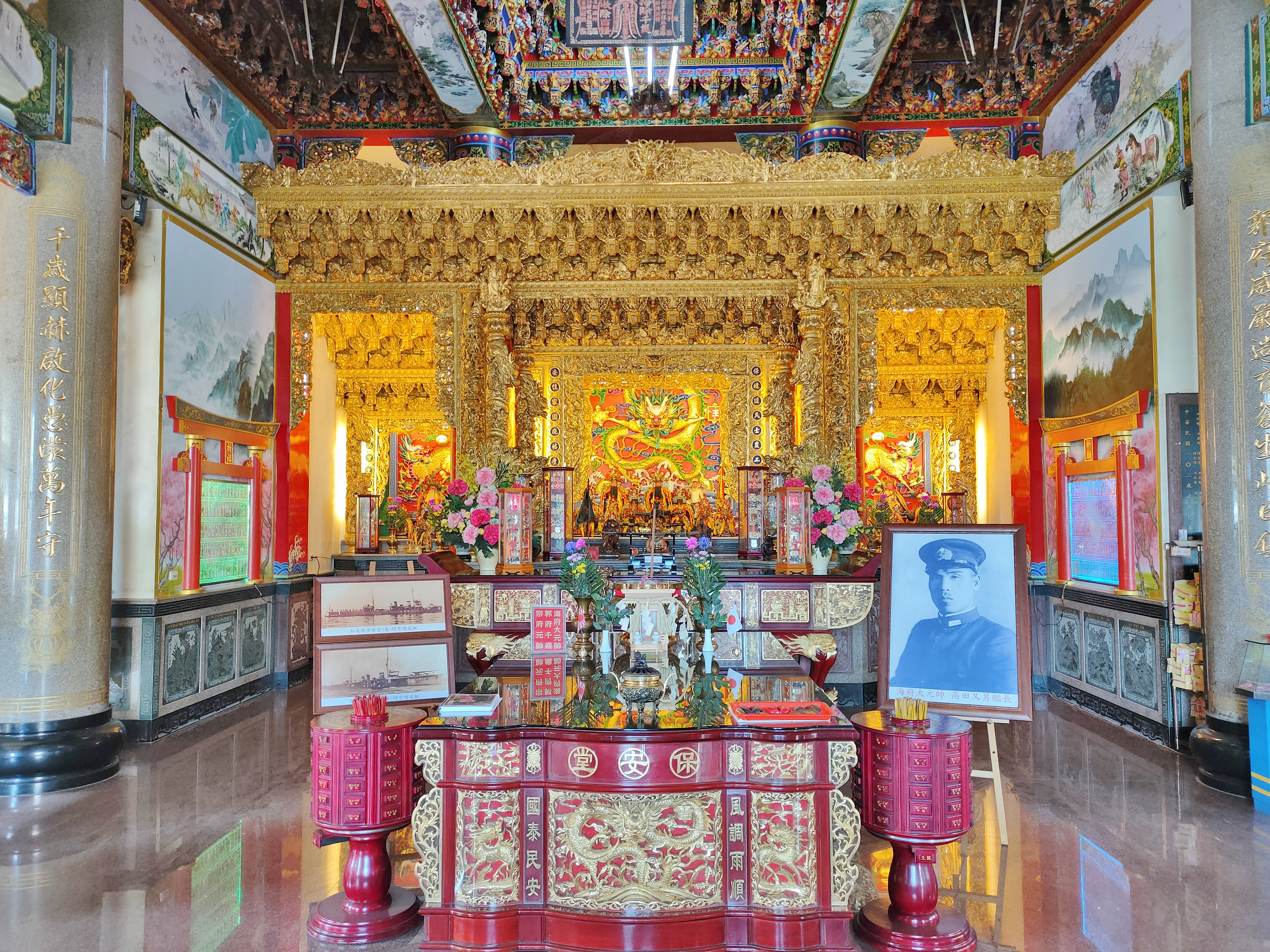
紅毛港保安堂の拝殿

## 内部
正面の祭壇に神像が3体あり、中央が郭府千歳、左が宗府元帥である。そして右にあるのが海府大元帥であり、手にはサーベルを持ち、白い詰襟を着用した近現代の軍人の容貌をしている。これらを挟むようにして福徳正神と観音菩薩が配され、祭壇下部に虎爺が置かれている。
手前には日本式の神輿が置かれ、左奥に神艦「38にっぽんぐんかん」が鎮座している。

## 38にっぽんぐんかん
船艦御神体は、1990年代に造船職人の黄秀世が製作したもの、神艦は2メートルほどのもので、船腹には「38にっぽんぐんかん」と日本語で表記されている。乗員を模った人形が載せられ、LED照明や駆動する大砲などが装備されている。
2022年11月、「38にっぽんぐんかん」をモデルとした萌えおこし公式キャラ「蓬ちゃん（小蓬）」が発表され、SNSを中心に情報を発信している。

## アクセス
高雄国際空港から比較的近い場所にあり、草衙駅から徒歩20分。同駅からはレンタサイクルも使える。

## 参拝時間
6時から20時まで。